# Харманли
Харманли (буг. Харманли) град је у Републици Бугарској, у југоисточном делу земље. Град је треће по важности градско насеље унутар Хасковске области и средиште њеног источног дела.

## Географија
Град Харманли се налази у југоисточном делу Бугарске. Од престонице Софије град је удаљен 270 km, а од обласног средишта, града Хаскова, град је удаљен 33 km. Турска граница удаљена је око 50 km.
Област Харманлија налази се у средишњем делу Тракијске равнице. Северно од града тече река Марица, а јужно се издижу последњи, најисточнији ограници планинског ланца Родопа.
Клима у граду је измењено континентална.

## Историја
Околина Харманлија је првобитно била насељена Трачанима. После тога овим подручјем владају стари Рим, Византија, средњовековна Бугарска, а затим је пала је подручје пало под власт Османлија. Насеље под данашњим именом се први пут спомиње 1510. године. После 1878. године град је припао новооснованој држави Бугарској.

## Становништво
По проценама из 2007. године град Харманли је имао око 20.000 становника. Већина градског становништва су етнички Бугари. Остатак су малобројни Роми. Последњих 20ак година град губи становништво због удаљености од главних токова развоја у земљи. Оживљавање привреде требало би зауставити негативни демографски тренд.
Претежна вероисповест становништва је православна, а мањинска ислам.